# Karabin Mannlicher-Schönauer
Karabin Mannlicher-Schönauer (gr. Τυφέκιον Μάνλιχερ lub Όπλον Μάνλιχερ-Σενάουερ) – karabin powtarzalny zaprojektowany w Österreichische Waffenfabriksgesellschaft (Œ.W.G.) przez Ferdinanda Mannlichera oraz Ottona Schönauera (który był autorem charakterystycznego dla tego projektu magazynka rotacyjnego – o kolistym układzie naboi). Karabin produkowany był na potrzeby armii greckiej, w której pełnił funkcję karabinu podstawowego od 1904 r. do lat 40 XX w. W czasie I wojny światowej użytkowany również przez armię austro-węgierską. Jego wersje cywilne od ponad 100 lat są popularną i skuteczną bronią myśliwską.

## Historia

### Karabin wojskowy
W 1886 r. armia austro-węgierska rozpoczęła proces przezbrajania się z przestarzałych jednostrzałowych karabinów Werndla na nowoczesne karabiny powtarzalne Mannlicher M1886.
Proces wdrażania nowej broni został jednak nagle przerwany, po pojawieniu się w tym samym roku, w armii francuskiej nowego karabinu – Lebel Mle 1886, który zasilany był małokalibrową amunicją 8 mm, elaborowaną nowym materiałem miotającym – prochem bezdymnym. Zastosowanie nowego rodzaju prochu zapoczątkowało rewolucję w dziedzinie broni palnej. Do jego najistotniejszych zalet należały: znacznie większa efektywność, dużo mniejsza liczba osadów zanieczyszczających broń, jak i znikoma ilość powstającego przy wystrzale dymu. Pociski wystrzeliwane za pomocą prochu bezdymnego osiągały znacznie większe prędkości, przez co ich zasięg był większy, a tor lotu bardziej płaski, co niesłychanie ułatwiało prowadzenie celnego ognia. Wobec tego amunicja czarnoprochowa 11 mm, zasilająca karabiny Mannlicher M1886 stała się z dnia na dzień przestarzała, a austriaccy decydenci uznali, że dalsze użytkowanie karabinu na tego typu naboje jest nieperspektywiczne.
Cesarska i królewska Techniczna Komisja Wojskowa (niem. k.u.k. Technisches Militärkomitee – TMK) szybko podjęła decyzję o wprowadzeniu nowocześniejszego typu amunicji czarnoprochowej (nabój 8 × 50 mm R), który docelowo miał być elaborowany prochem bezdymnym (po opanowaniu przez Austriaków technologii jego wytwarzania). Jednocześnie rozpisano konkurs, mający wyłonić nowy podstawowy karabin armii austro-węgierskiej, strzelający nową amunicją.
Mannlicher, mając świadomość, że nieuniknione wprowadzenie prochu bezdymnego będzie stanowiło zbyt duże obciążenie dla dotychczasowego zamka dwutaktowego z karabinu M1886 (który projektowany był dla słabszej amunicji czarnoprochowej), postanowił w nowym konkursie przedstawić karabiny z wytrzymalszymi zamkami czterotaktowymi. Jednym z nich był prototyp M1887/88, w którym konstruktor wykorzystał zamek czterotaktowy ze swojego starszego projektu (M1884). Ewenementem nowej konstrukcji było zastosowanie w niej nowatorskiego magazynka rotacyjnego projektu Otto Schönauera, o kulistym układzie naboi. Magazynek tego typu nie wystawał z łoża, a ładowany był nie z ładowników, a z praktyczniejszych łódek nabojowych. Jego donośnik, miał formę obrotowego bębna ze „skrzydełkami”, pomiędzy którymi znajdowały się naboje. Rozwiązanie takie było bardzo udane, zapewniając gładkie i niezawodne funkcjonowanie mechanizmu broni. Projekt został jednak odrzucony przez TMK, a zamiast niego wybrano najprostsze i najtańsze rozwiązanie, a mianowicie zmodyfikowane karabiny M1886, przystosowane do zasilania nową amunicją, które zaczęto produkować pod nazwą M1888 .

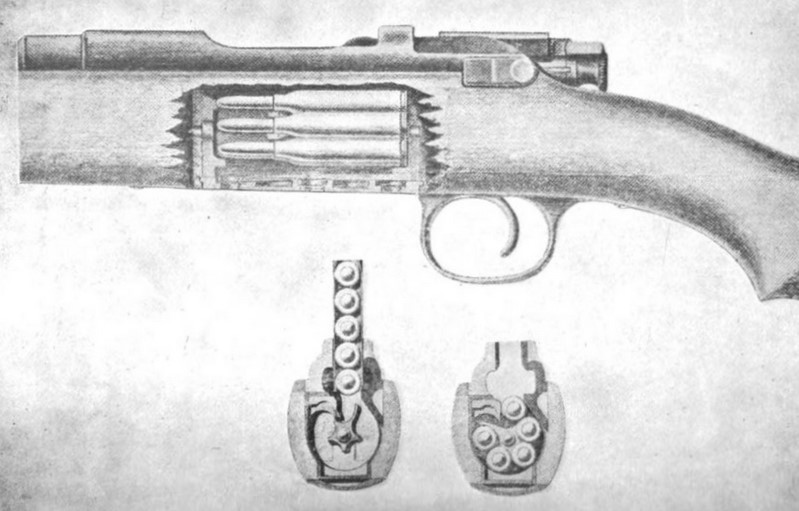
Szkic magazynka rotacyjnego karabinu Mannlicher-Schönauer

Mimo odrzucenia projektu przez armię austro-węgierską, prace nad karabinem były jednak kontynuowane z myślą o zainteresowaniu nim zagranicznych armii lub z przeznaczeniem na rynek cywilny. Przebudowany prototyp, zaprezentowano po kilku latach na wystawie światowej jako M1900. Nietypowa konstrukcja magazynka i mały kaliber (6,5 mm), wysoka cena oraz fakt, iż żadna z wielkich armii nie przyjęła go na wyposażenie, sprawiły, że wojskowa wersja karabinu nie spotkała się z większym zainteresowaniem. Zainteresowanie nowym karabinem wyraziła jedynie: armia portugalska (która zdecydowała się jednak na własną konstrukcję – Mauser-Vergueiro), oraz armia grecka, której specyfikacja wpłynęła na ostateczne ukształtowanie projektu. Grecy zażądali dwóch wersji: karabinu dla piechoty o długości 1230 mm, oraz karabinka dla kawalerii o długości 950 mm. Oba projekty zostały oznaczone sygnaturą M1903.

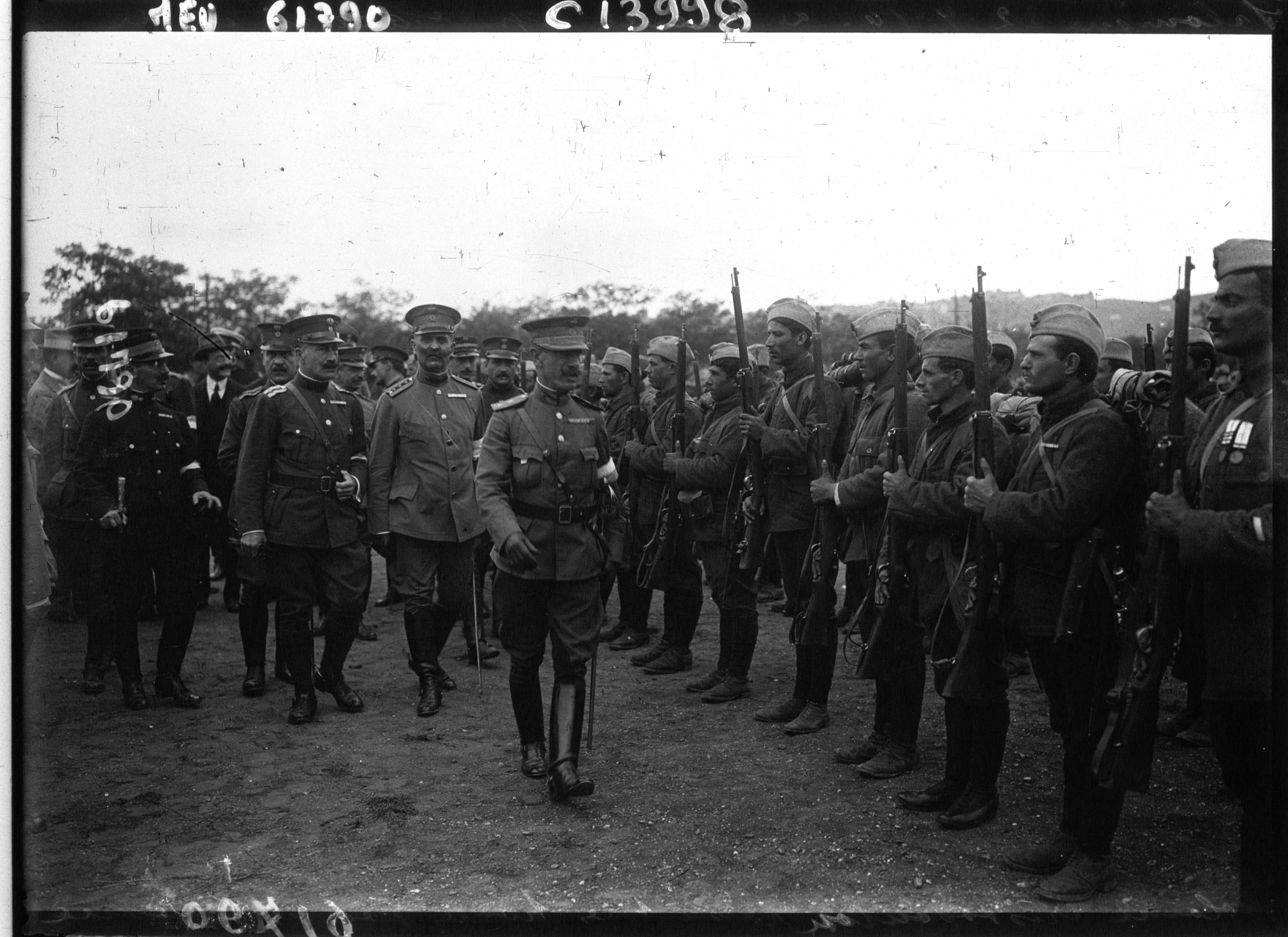
Inspekcja 1 batalionu greckiej Armii Obrony Narodowej w 1916 r.
Karabiny M1903

Zmodyfikowany karabin dla piechoty, przedstawiony armii greckiej, ważył 3,75 kg i zasilany był amunicją 6,5 × 54 mm z pociskami tępołukowymi, elaborowaną prochem bezdymnym, ładowaną za pomocą łódek do 5-nabojowego magazynka rotacyjnego. Projekt spełniał wymagania zamawiających, jednak jego przyjęcie nie obyło się bez kontrowersji. Mianowicie dla armii greckiej istniał już opracowany rodzimy projekt „karabinu Philippidisa” (gr. 'Οπλον Φιλιππίδου 'Oplov Philippidou), a jego odrzucenie na rzecz karabinu zagranicznego wywołało kryzys w greckim parlamencie, wraz z pojawieniem się oskarżeń o „zdradę narodową”. Ostatecznie po długich debatach i wielokrotnie powtarzanych testach, 28 października 1904 r. armia oficjalnie przyjęła na wyposażenie karabiny i karabinki Mannlicher-Schönauer M1903. Pierwszy kontrakt między Grecją a Œ.W.G. został zawarty pomiędzy 29 października a 11 listopada 1905 r. i opiewał na 60 000 szt., a za nim pojawiły się kolejne zamówienia. Pierwsze karabiny trafiły do jednostek w lipcu 1907 r., a do jesieni 1912 r., kiedy wybuchła I wojna bałkańska, grecka armia posiadała już 130 000 karabinów i karabinków M1903 wraz ze 100 mln szt. amunicji . Wprowadzenie na wyposażenie karabinu M1903 stało się częścią planu modernizacji greckiej armii. Wcześniej greccy żołnierze posługiwali się głównie czarnoprochowymi, jednostrzałowymi karabinami Gras Mle 1874, z których większość produkowana była w austriackich zakładach Œ.W.G., co w pewien sposób tłumaczy w jaki sposób Mannlicherowi udało się sprzedać nowy produkt. Dostarczone karabiny okazały się bronią wysokiej jakości: stosowanie przy produkcji wąskich tolerancji podnosiło wprawdzie koszty, ale zapewniało wysoką niezawodność i trwałość. Mechanizm wykorzystujący magazynek rotacyjny działał płynnie, bez zacięć, i zapewniał stosunkowo wysoką szybkostrzelność teoretyczną. Zastosowana małokalibrowa amunicja charakteryzowała się również dobrymi właściwościami balistycznymi. Cechy te sprawiły, że karabin spotkał się z uznaniem odbiorców.

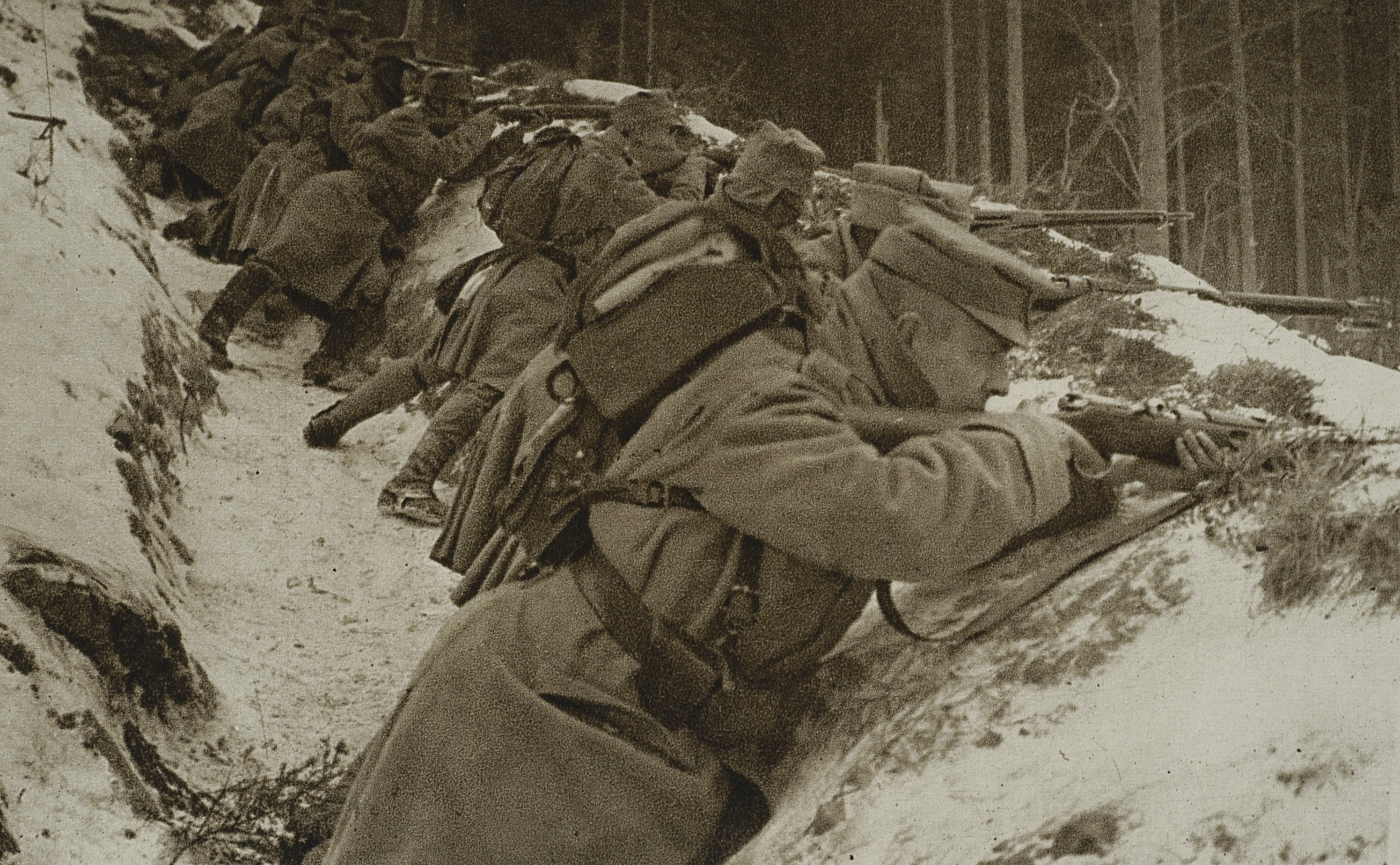
Żołnierze II Brygady Legionów Polskich w czasie walk w Karpatach, uzbrojeni w karabiny M1903/14

W 1914 roku armia grecka zamówiła kolejne 50 000 szt. karabinów w nieco zmodyfikowanej wersji M1903/14 (m.in. dodano nakładkę na lufę chroniącą przed poparzeniami). Dostawy przerwał jednak wybuch I wojny światowej (do tego czasu w greckich arsenałach znajdowało się już 190 069 szt. M1903 i M1903/14). Mimo początkowego zachowania przez Grecję neutralności, Austro-Węgry wstrzymały eksport broni, a wyprodukowane w Œ.W.G. egzemplarze M1903/14 zostały zarekwirowane przez armię austro-węgierską i włączone na jej wyposażenie (skierowano je między innymi do Legionów Polskich). Austro-Węgry kontynuowały produkcję amunicji 6,5 mm na własny użytek, aż do końca wojny w 1918 r. Po wojnie wiele z zarekwirowanych egzemplarzy M1903/14 zostało zwróconych Grecji w ramach reparacji wojennych .
Po zakończeniu I wojny światowej, karabiny Mannlicher-Schönauer nadal stanowiły podstawowe uzbrojenie armii greckiej i wykorzystane zostały podczas wojny grecko-tureckiej (1919–1922). W wyniku klęski armia grecka poniosła znaczne straty w sprzęcie pozostając z 96 000 szt. karabinów oraz 8650 szt. karabinków M1903 i M1903/14 (obok innych wzorów karabinów). Pozostała na wyposażeniu broń była często zużyta, a do przeprowadzenia remontów brakowało części zamiennych. W związku z pilnym zapotrzebowaniem na broń, armia grecka rozpoczęła skupowanie karabinów Mannlicher-Schönauer z każdego dostępnego źródła, a w 1925 r. zamówiono we włoskich zakładach Breda 100 000 szt., które Włosi zobowiązali się wyprodukować w zastępstwie austriackich zakładów Œ.W.G. (obłożonych powojennymi restrykcjami). Do produkcji Włosi wykorzystali zdobyte na pokonanych Austro-Węgrzech maszyny i części, a dostarczone Grekom w 1927 r. karabiny oznaczono jako M1903/14/27. W 1930 r. Grecji udało się zamówić jeszcze 25 000 szt. u oryginalnego producenta (Œ.W.G.) i włączono je na wyposażenie jako M1903/14/30 .
10 lat później karabiny Mannlicher-Schönauer zostały użyte przeciwko wojskom włoskim, które dokonały inwazji na Grecję w 1940 r. W czasie wojny trwały prace prowadzone przez porucznika Rigasa Rigopoulosa, nad eksperymentalną modyfikacją przystosowującą karabin do prowadzenia ognia automatycznego. Projekt spotkał się z akceptacją armii greckiej, jednak prace zostały przerwane przez atak niemiecki w 1941 r.  W czasie okupacji karabiny Mannlicher-Schönauer były wykorzystywane przez grecki ruch oporu, a po jej zakończeniu wzięły również udział w greckiej wojnie domowej (1946–1949).

### Karabin myśliwski
Mimo niewielkiego zainteresowania na rynku wojskowym, wersja karabinu wypuszczona na rynek cywilny w 1903 r. okazała się komercyjnym sukcesem. Mannlicher-Schönauer cieszył się szczególną popularnością wśród myśliwych, polujących na grubą zwierzynę. Na początku XX w. na rynek cywilny karabin wypuszczano w różnych wersjach, jednak zasadniczo stanowiły one modyfikacje tej samej pierwotnej konstrukcji:
- M1903 – w pierwotnym kalibrze 6,5 × 54 mm Mannlicher-Schönauer
- M1905 – 9 × 56 mm Mannlicher-Schönauer
- M1908 – 8 × 56 mm Mannlicher-Schönauer
- M1910 – 9,5 × 57 mm Mannlicher-Schönauer

Od 1925 r. karabin przystosowano również do naboi .30-06 Springfield, .243 Winchester i .270 Winchester. A oprócz nich na rynek amerykański wprowadzono wersje zasilane amunicją magnum – .264 Winchester Magnum, .338 Winchester Magnum i .458 Winchester Magnum. Mannlicher-Schönauer przystosowano również do innych typów amunicji jak np. 6,5 × 68 mm 7 × 64 mm czy 8 × 68 mm na inne rynki. W praktyce karabiny Mannlicher-Schönauer produkowano w prawie każdym popularnym kalibrze myśliwskim, a wśród licznych modeli tej broni wymienić jeszcze można: M1924 High Velocity Sporting Rifle, M1950, M1952, Model GK, M1956 Monte Carlo czy M1961 Monte Carlo All-Purpose.
W 1963 r. w Wielkiej Brytanii za sprawą „Ustawy o jeleniach” (ang. Dear Act), stosowany w karabinach nabój 6,5 × 54 mm popadł jednak w niełaskę. Wiązało się to z faktem, iż pocisk nie był w stanie osiągnąć dostatecznej (wg ustawy) prędkości początkowej w przypadku wystrzelenia z karabinka (o krótszej lufie).
Wysokie koszty produkcji oraz trudności z montowaniem celowników optycznych ostatecznie doprowadziły do decyzji o zakończeniu produkcji w 1972 r. Zakłady Steyr-Mannlicher produkują obecnie sztucery określane jako Classic Mannlicher, które w pewnej mierze bazują na rozwiązaniach stosowanych w oryginalnych karabinach Mannlicher-Schönauer. W 1998 r., z okazji 150 rocznicy urodzin Ferdinanda Mannlichera, w Steyr-Mannlicher wyprodukowano limitowaną edycję karabinów Mannlicher-Schönauer w oryginalnym kalibrze 6,5 mm. Ze względu na swoją popularność karabin jest nadal produkowany przez niezależnych rusznikarzy (np. przez Ericha Schödera w Austrii). Szeroka dostępność części zamiennych sprawia, że Mannlicher-Schönauer w dalszym ciągu jest popularną bronią stosowaną w myślistwie i sporcie.
Wśród użytkowników karabinów Mannlicher-Schönauer, znalazły się sławne osobistości, jak chociażby pisarz Ernest Hemingway (wspominający o tej broni w swojej noweli The Short Happy Life of Francis Macomber), czy awanturnik Walter Bell. Ten ostatni używał karabinu w pierwotnym kalibrze (6,5 × 54 mm), który z powodzeniem stosował do polowań na słonie i bawoły w Afryce. Niezwykłe zdolności naboju o tak małym kalibrze do powalania dużych zwierząt, wynikały z dużej naważki prochu (160 gran) wobec pocisku o małej średnicy, ale dużej gęstości. Dzięki temu, 6,5 mm pocisk Mannlicher-Schönauer miał bardzo dobre właściwości penetracyjne, ułatwiające przenikanie mięśni i kości, a niewielki odrzut karabinu ułatwiał myśliwemu celny strzał we wrażliwe narządy zwierzęcia.

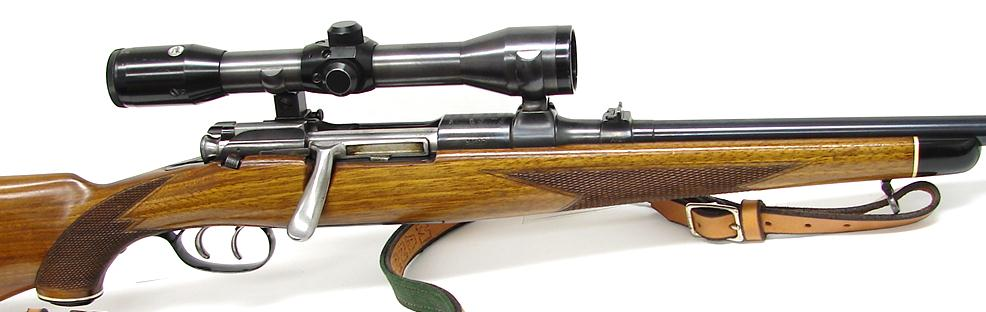
Mannlicher-Schönauer Model GK na amunicję 7 × 64 mm
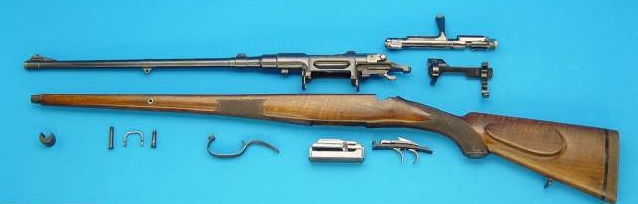
Karabin rozłożony
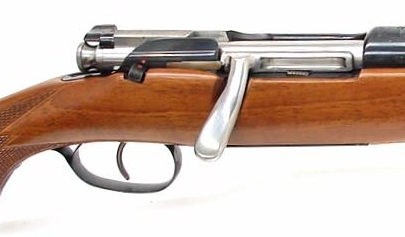
Zamek, widok z boku
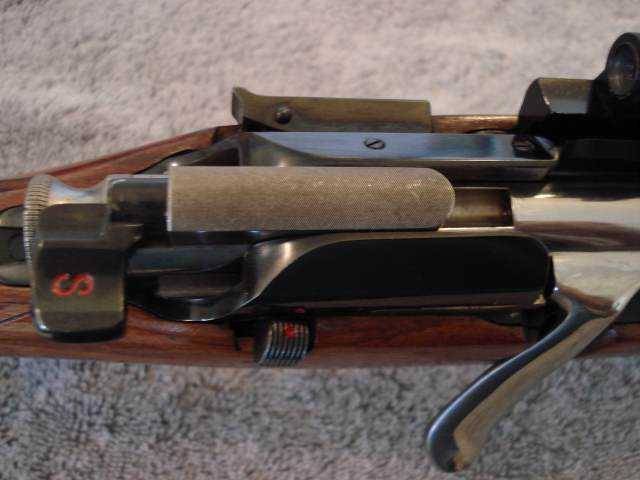
Zamek, widok z góry